# 효문고등학교
효문고등학교(孝門高等學校)는 대한민국 서울특별시 도봉구 쌍문동에 있는 공립 고등학교이다.

## 학교 연혁
- 2006년 3월 1일 : 초대 강철인 교장 취임
- 2009년 2월 5일 : 제1회 졸업식(남학생 129명, 여학생 103명)
- 2020년 3월 1일 : 제5대 이시우 교장 취임
- 2022년 2월 8일 : 제14회 졸업식(남학생 82명, 여학생 75명)
- 2022년 3월 2일 : 제17회 입학식(남학생 75명, 여학생 86명)
- 2015년 3월 1일 : 제4대 김진호 교장 부임
- 2018년 2월 2일 : 제10회 졸업식(남학생 97명, 여학생 91명)
- 2018년 3월 2일 : 제13회 입학식(남학생 73명, 여학생 73명)

## 참고 자료
- 효문고등학교 - 한국교육학술정보원 학교알리미